# Boletaceae
Boletaceae es una familia de hongos basidiomicetos, cuya principal característica es que liberan sus esporas a través de unos pequeños poros situados en la parte inferior del sombrerillo de su seta o cuerpo fructífero. No poseen laminillas, como ocurre en los agáricos. Su distribución es casi tan amplia como la de los agáricos, y el grupo incluye al Boletus edulis, muy apreciado por los recolectores de setas. Los Boletaceae constituyen un grupo de hongos relativamente seguros para el consumo humano, ya que no se conocen especies que puedan resultar mortales para los adultos. En su conjunto, a las especies típicas de esta familia se las conoce vulgarmente como boletos.

## Géneros
A pesar de que los sucesivos cambios en la taxonomía han movido especies antes incluidas en Boletaceae a otros grupos, sigue siendo una familia muy numerosa. Se reconocen dentro de este grupo 35 géneros, que contienen un total de 787 especies:
| - Afroboletus - Alessioporus - Aureoboletus - Austroboletus - Boletellus - Boletochaete - Boletus - Bothia - Buchwaldoboletus - Chalciporus - Chamonixia - Fistulinella - Gastroboletus - Gastroleccinum - Heimioporus - Hydnomerulius - Leccinum | - Octaviania - Paxillogaster - Phylloboletellus - Phylloporus - Pulveroboletus - Royoungia - Setogyroporus - Singeromyces - Sinoboletus - Spongiforma - Strobilomyces - Tubosaeta - Tylopilus - Veloporphyrellus - Wakefieldia - Xanthoconium - Xerocomus - Zangia |

Muchos otros géneros que anteriormente formaban parte de este taxón se han redefinido dentro de otras pequeñas familias como resultado de los análisis moleculares de ADN, que demuestran que muchas especies que físicamente pueden presentar similitudes están muy alejadas genéticamente. Uno de los ejemplos más representativos de este ajuste es el traslado del género Suillus a Suillaceae.

## Distribución

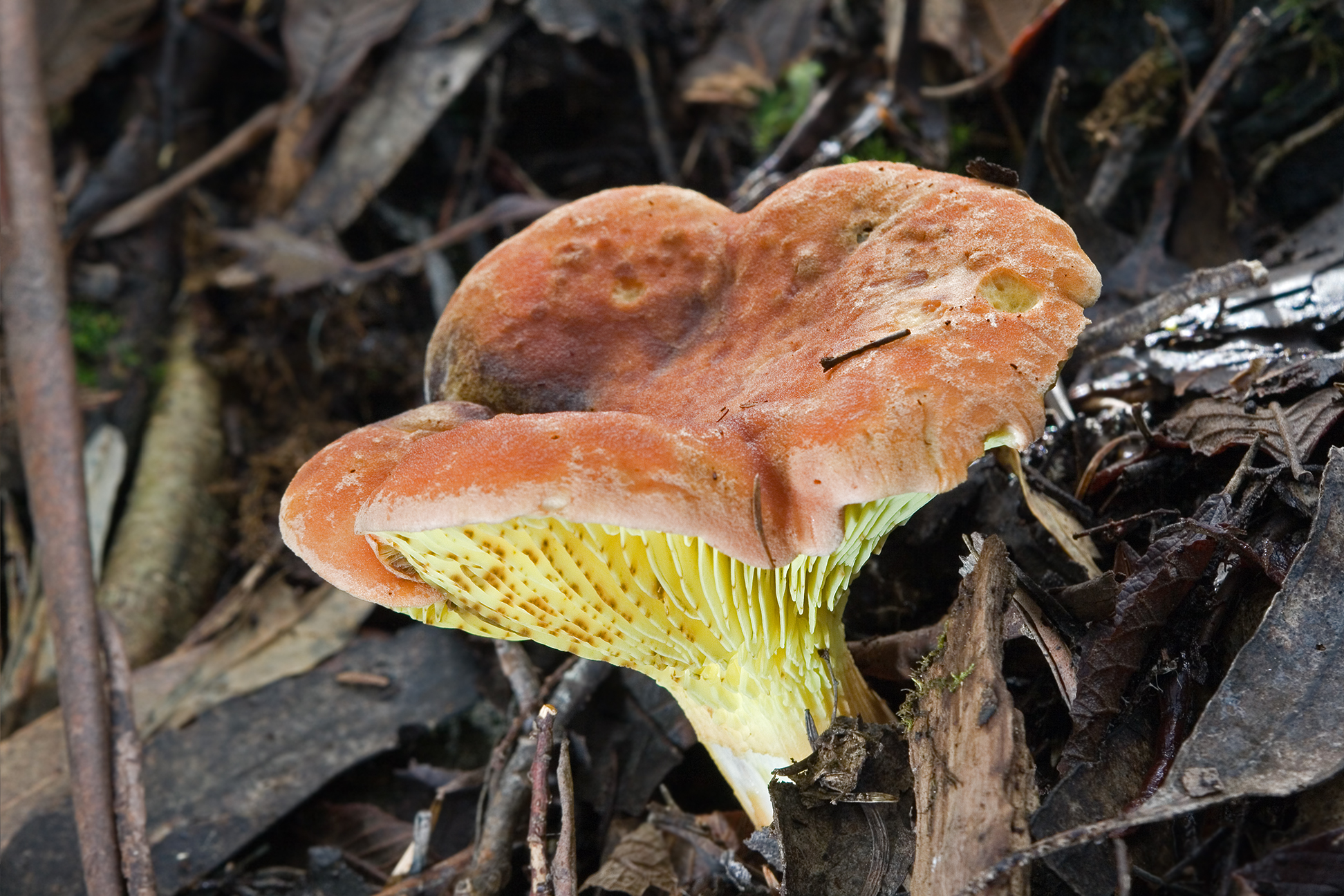
Phylloporus sp. en el bosque de Wielangta, Tasmania

Los boletos se distribuyen por todo el mundo, y se les encuentra en todos los continentes, excepto la Antártida. Son bien conocidos y han sido detalladamente descritos desde antiguo en las latitudes templadas del hemisferio norte, aunque investigaciones más recientes han demostrado que existe una significativa diversidad de especies de Boletaceae en el hemisferio sur y las regiones tropicales. Sólo en la isla de Singapur, el botánico E. J. H. Corner encontró evidencias de la existencia de al menos 60 especies de esta familia. En 1972 describió 140 especies en la península Malaya y en Borneo, y estimó que había al menos un número igual de especies pendientes de ser descritas. También se han hecho declaraciones similares acerca de la rica biodiversidad de la familia Boletaceae en Australia.